# La classe de dansa
La classe de dansa és una pintura a l'oli realitzada per Edgar Degas el 1874 i que actualment s'exposa al Museu d'Orsay de París.
Potser és aquesta l'escena de ballet més popular de Degas. En ella s'hi recull un dels salons del Teatre de l'Òpera de París, on dirigeix la classe el gran Jules Perrot, qui als seus 64 anys era un dels mestres més prestigiosos. Al seu voltant gira l'escena que contemplem, formant les ballarines un cercle imperfecte per escoltar els consells i observacions del ja llegendari ballarí. En primer pla se situa una jove d'esquena i una altra pujada al piano, rascant-se l'esquena. Les altres noies es retallen sobre la paret verda i el gran mirall enclavat al ventall d'una porta. Al fons se situen les butaques reservades per a les mares que vigilaven l'actuació individual de les seves filles, encara que aquí no es reculli cap assaig concret.